# Wyaldra Creek
Wyaldra Creek är ett vattendrag i Australien. Det ligger i delstaten New South Wales, i den sydöstra delen av landet, omkring 230 kilometer nordväst om delstatshuvudstaden Sydney.
Trakten runt Wyaldra Creek består till största delen av jordbruksmark. Runt Wyaldra Creek är det mycket glesbefolkat, med 3 invånare per kvadratkilometer. Genomsnittlig årsnederbörd är 800 millimeter. Den regnigaste månaden är februari, med i genomsnitt 152 mm nederbörd, och den torraste är oktober, med 17 mm nederbörd.